# Exército Popular Iugoslavo
O Exército Popular Iugoslavo (abreviado como JNA / ЈНА; Macedônio e Sérvio: Југословенска народна армија, Jugoslovenska narodna armija; Croata e Bósnio: Jugoslavenska narodna armija; Esloveno: Jugoslovanska ljudska armada, JLA), também chamado de Exército Nacional Iugoslavo, foram os militares da República Socialista Federativa da Iugoslávia e seus antecedentes de 1945 a 1992.

## Origens
As origens do JNA começaram durante os Partisans Iugoslavos da Segunda Guerra Mundial. Como antecessor do JNA, o Exército Popular de Libertação da Iugoslávia (NOVJ) foi formado como parte da Guerra Popular de Libertação da Iugoslávia antifascista na cidade bósnia de Rudo em 22 de dezembro de 1941. Depois que os Partisans Iugoslavos libertaram o país das Potências do Eixo, essa data foi oficialmente celebrada como o "Dia do Exército" na República Socialista Federativa da Iugoslávia (RSF Iugoslávia).
Em março de 1945, o NOVJ foi renomeado como "Exército Iugoslavo" (Jugoslavenska/Jugoslovenska Armija) e, no seu 10.º aniversário, em 22 de dezembro de 1951, foi adicionado "Exército do Povo" ("Narodna"). 
O apoio que os soviéticos tiveram nas patentes do JNA durante o período Informbiro, após 1948, é contestado. Estimativas baixas indicam que 10–15% do pessoal do exército era a favor da posição soviética. Fontes iugoslavas estimam que o número de militares presos variou de 4.153 oficiais e soldados (estimados por Radonjić), a 7.000 oficiais presos estimados por Milovan Đilas. O expurgo incluiu 22 oficiais do regimento da guarda presidencial reportando-se diretamente a Tito, incluindo Momčilo Đurić, comandante em tempo de guerra do batalhão de escolta do Quartel-General Supremo Partisan Iugoslavo.  Durante este período de bloqueio soviético, o desenvolvimento do Exército Iugoslavo estagnou. 
Quarenta e nove graduados do Exército Iugoslavo da Academia do Estado-Maior, da Academia Frunze e de outras academias militares soviéticas foram considerados potenciais apoiadores soviéticos. Muitos dos que frequentavam essas academias na URSS na época da ruptura Tito-Stálin nunca mais regressaram à Iugoslávia. 
A divisão afetou particularmente a Força Aérea. Quase todos os oficiais da Força Aérea tiveram treinamento soviético e alguns deles fugiram da Iugoslávia em aviões da Força Aérea. Os desertores incluíam o major-general Pero Popivoda, chefe do serviço operacional da Força Aérea. As bases aéreas de Batajnica, Zemun e Pančevo, perto de Belgrado, viram vários ataques de grupos de sabotadores. O comandante da base aérea de Zemun e o seu vice fugiram para a Romênia. 
Entre 1948 e 1955, os Estados Unidos concederam à Iugoslávia 600 milhões de dólares em subvenções militares diretas e um montante igual em ajuda económica, permitindo à Jugoslávia dedicar uma maior parte dos seus recursos internos à defesa.  Após duas visitas aos Estados Unidos do Coronel-general Koča Popović e do Coronel-general Milo Kilibarda em maio-junho e agosto de 1951, respectivamente, o armamento dos EUA começou a chegar no final de 1951.  Em 1952, as Forças Armadas tinham aumentado para 500.000 soldados e as despesas com a defesa consumiam 22 por cento do produto nacional bruto. Um Grupo Consultivo de Assistência Militar (MAAG) de 30 oficiais comandados pelo Brigadeiro General John W. Harmony  foi estabelecido pelos Estados Unidos em Belgrado em 1951. Funcionou durante dez anos, desembolsando subvenções militares e conseguindo mais mil milhões de dólares em vendas de armas em condições favoráveis. Entre as armas transferidas estavam 599 tanques M-4A3, 319 tanques M-47, 715 canhões autopropelidos M-7, M-l8 e M-36, 565 carros blindados M-3A1 e M-8, e um total de de 760 peças de artilharia de 105 mm, 155 mm e 203 mm.  As peças de artilharia entregues foram usadas para reequipar unidades de artilharia das oito divisões da Iugoslávia. 

## Estrutura de comando e tarefas
De acordo com a constituição e as leis da RSF Iugoslávia, o Exército Popular Iugoslavo fazia parte das forças armadas com a Defesa Territorial como as forças armadas conjuntas de todos os trabalhadores e cidadãos da Iugoslávia.
A principal tarefa do Exército Popular Iugoslavo era proteger a independência, a soberania, a integridade territorial e a organização social da República Federal Socialista da Iugoslávia.
Embora a Presidência da Iugoslávia fosse o comandante supremo das forças armadas e estivesse no comando do Exército Popular Iugoslavo, algumas funções da presidência poderiam ser atribuídas ao Secretário de Defesa. O Secretário de Defesa era o oficial com a mais alta patente militar que poderia comandar as forças armadas, incluindo o Exército Popular Iugoslavo e a Defesa Territorial. O Presidente da Iugoslávia tinha o poder de promover militares aos mais altos postos militares, como general ou almirante, e de dispensar os oficiais militares mais graduados. O Chefe do Estado-Maior do Exército Popular Iugoslavo, no caso de o Secretário da Defesa estar impedido ou ausente de exercer a sua função, era formalmente o seu adjunto que poderia assumir o comando das Forças Armadas. Em 1987, por decreto da Presidência da Iugoslávia, o Estado-Maior do JNA foi renomeado para Estado-Maior das Forças Armadas da Iugoslávia, dando assim efetivamente o comando do JNA e do TO a um corpo militar, a fim de comandar de forma mais eficiente o forças armadas em caso de guerra, de acordo com a lei de "Defesa de todo o povo" de 1982.

## Organização

### Estrutura e organização no final da década de 1980 e início da década de 1990
Em meados da década de 1980, foram feitos planos sob um plano estratégico e operacional ultrassecreto formal denominado "Jedinstvo" ("unidade") para uma mudança estrutural de exércitos e divisões republicanas para distritos militares e brigadas para permitir uma consolidação federal mais fácil. dos exércitos territoriais das repúblicas, especialmente em caso de crise.
Devido às mudanças de segurança interna e externa durante esse período, "Jedinstvo" foi posteriormente modelado em três partes: "Jedinstvo 1", "Jedinstvo 2" e "Jedinstvo 3", a partir de 1987 (com data de conclusão planejada para 1995) para o JNA a iniciar uma grande reforma.
A primeira parte da grande revisão do JNA sob "Jedinstvo 1" teve sua estrutura de força básica quase concluída em 1989. A mão-de-obra foi planeada para ser reduzida para cerca de 1 milhão em tempos de guerra, enquanto em tempos de paz seria de 299.057 pessoas, incluindo oficiais, soldados e força de trabalho civil, incluindo a função pública. A compra do equipamento não foi concretizada integralmente.
A organização e estrutura do JNA após "Jedinstvo 1" consistia nas Forças Terrestres, Força Aérea e Marinha. No âmbito das reformas através do plano "Jedinstvo", foi planejado reorganizar a estrutura do exército em quatro grandes áreas do exército chamadas "Vojna Oblast" sob o comando da Secretaria Federal de Defesa Popular (SSNO) - "Vojna oblast" ou regiões militares foram divididas em corpos, brigadas, guarnições e distritos e setores menores que eram responsáveis por tarefas administrativas, como registro de recrutamento, mobilização e construção e manutenção de instalações militares. As regiões foram:
- A primeira região militar com quartel-general em Belgrado (responsável pelo leste da Croácia, partes norte e central da Sérvia e partes da Bósnia e Herzegovina)
- A segunda região militar com sede em Zagreb (Eslovênia e norte da Croácia)
- A terceira região militar com sede em Skopje (Macedônia, Sul da Sérvia e Montenegro)
- A região militar-naval "Vojnopomorska Oblast" com sede em Split. A Região Militar-Naval incluía partes da Croácia, Bósnia e Herzegovina e Montenegro – quase toda a costa da Iugoslávia. Tinha subdivisões em três setores, incluindo flotilha e um corpo.

Diretamente sob o SSNO estavam a brigada motorizada da Guarda, centros escolares, três regimentos SIGNAL, um regimento de artilharia antiaérea leve e alguns batalhões e divisões independentes.
Nas reformas do "Jedinstvo 1", o JNA eliminou a maior parte da sua antiga organização divisional de infantaria e estabeleceu a estrutura de brigada e corpo com algumas unidades independentes sob o comando direto do SSNO. A defesa territorial também foi alterada e as leis e a constituição foram alteradas para fazer face a essas mudanças. As Forças Terrestres "converteram dez das doze divisões de infantaria em vinte e nove brigadas de tanques, mecanizadas e de montanha com artilharia integral, defesa aérea e regimentos antitanque sob estrutura de corpo.  Uma brigada aerotransportada foi organizada antes de 1990. A mudança para a organização em nível de brigada proporcionou maior flexibilidade operacional, capacidade de manobra e iniciativa tática e reduziu a possibilidade de grandes unidades do exército serem destruídas em combates predefinidos com um agressor.A mudança criou muitos cargos de comando de campo seniores que desenvolveriam oficiais relativamente jovens e talentosos. " Em 1989, cinco divisões independentes sob o comando do Estado-Maior e 25 divisões partidárias (reserva) sob o comando do corpo foram formadas, incluindo muitos outros batalhões, regimentos e baterias sob diferentes comandos.
O plano "Jedinstvo 2" de 1989 foi iniciado e os batalhões de fronteira foram transferidos sob o comando do corpo, incluindo algumas divisões que permaneceram antes sob outros comandos. As brigadas receberam algumas baterias de artilharia e antiaéreas sob seu comando direto, o que as ajudou a obter independência em tempos de guerra de níveis superiores. A defesa de todas as grandes cidades foi previamente planeada com unidades separadas, mas no âmbito do "Jedinstvo 2" apenas Belgrado e Zagreb mantiveram unidades separadas para defesa das suas cidades.
Geralmente havia três classes de brigadas, regimentos e batalhões:
- Classe A.
- Classe B.
- Classe R.

As brigadas e batalhões da classe A. tinham mais de 60 a 100% de pessoal, e as unidades da classe B. tinham de 15 a 60% de mão de obra. As unidades da classe R. eram reservadas com cerca de 15–20% e eram tripuladas principalmente em suas unidades logísticas e comandos.
Os batalhões com status de classe A. eram 100% tripulados e equipados. As brigadas de classe A. tinham um QG de brigada e 4 batalhões e a brigada de classe B tinha 2–3 batalhões com QG.
O plano "Jedinstvo 3" começou em 1990. Para a liderança militar do JNA, era óbvio que a URSS estava a mover-se para defender as suas fronteiras internas e a única superpotência global que restava eram os EUA. Foi então acordado no JNA que o potencial de agressão do Pacto de Varsóvia tinha diminuído, mas o potencial de agressão da OTAN tinha aumentado. O novo plano "Jedinstvo 3" incluiu mudanças para organizar melhores defesas contra novas ameaças externas percebidas. O plano exigia a construção de forças menores, mas mais modernizadas, com unidades altamente móveis. O corpo mais próximo da fronteira teria duas brigadas da classe A., incluindo um regimento de artilharia da classe A., um regimento antiblindado da classe B. e um batalhão de engenharia da classe A. O corpo mais profundamente dentro do país teria uma brigada da classe A. ou B.
Sob "Jedinstvo 3", cada corpo da Força Aérea deveria ter uma brigada de aviação de apoio, uma ala de caça, um regimento de Vigilância Aérea, Alerta Antecipado e Orientação, 1-2 brigadas ou regimentos de foguetes e restante com possibilidades de equipar.
Sob "Jedinstvo 2", o JNA em 1 de janeiro de 1990 tinha:
- 5 divisões – 2 Classe R. e 3 Classe B.
- 23 divisões partidárias da Classe R.
- 72 brigada partidária da Classe R.
- 20 brigadas de infantaria – 2 Classe A., 10 Classe B. e 8 Classe R.
- 17 regimentos de infantaria – 5 Classe B. 12 Classe R.
- 7 brigadas de colina – 3 Classe B. 4 Classe R.
- 1 brigada de montanha Classe B.
- 32 brigadas motorizadas – 4 Classe A., 21 Classe B. e 7 Classe R.
- 2 brigadas de infantaria de fuzileiros navais Classe B.
- 1 Brigada motorizada de guarda Classe A.
- 6 brigadas blindadas da Classe B.
- 11 Brigadas mecanizadas – 7. Classe A., 3. Classe B. e 1 classe R.
- 1 brigada de foguetes de artilharia Classe B.
- 6 brigadas de artilharia mista Classe B.
- 5 brigadas mistas de artilharia antiblindada Classe B.

e muitos outros, incluindo 19 batalhões da polícia militar e flotilhas fluviais, totalizando 28 divisões, 307 brigadas e regimentos e 137 batalhões/divisões independentes.
Sob "Jedinstvo 3" até 1995, a estrutura do JNA era:
- 1 Divisão mecanizada na Classe A.
- 18 divisões partidárias da Classe R.
- 7. Brigadas motorizadas da Classe R.
- 39 brigadas motorizadas – Classe 7 A.
- 17 brigadas mecanizadas – 15 Classe A. e 2 Classe R.

Havia outras unidades que tinham forças menores, mas mais modernas e móveis, com unidades de classe A mais móveis, com um total de 19 divisões, 234. brigadas e 104 batalhões/regimentos independentes em 1995. A mão-de-obra total no final de 1995 era de cerca de 222.151 na paz e 834.891 na guerra.
As mudanças internas na Jugoslávia impediram a realização total do plano "Jedinstvo 3". Embora muitas mudanças tenham sido feitas durante 1990, nem todas foram concluídas completamente. Embora a maioria dos comandos e unidades tenham sido formados e tripulados, o equipamento não foi concluído de acordo com o planejado devido à dissolução da Iugoslávia e à interrupção das entregas da maioria das fábricas nacionais para unidades do JNA.
Como parte das forças armadas, existia também a Defesa Territorial, baseada no território de cada república que formava a Iugoslávia que ficaria sob o comando do JNA durante a guerra.

### Forças Terrestres

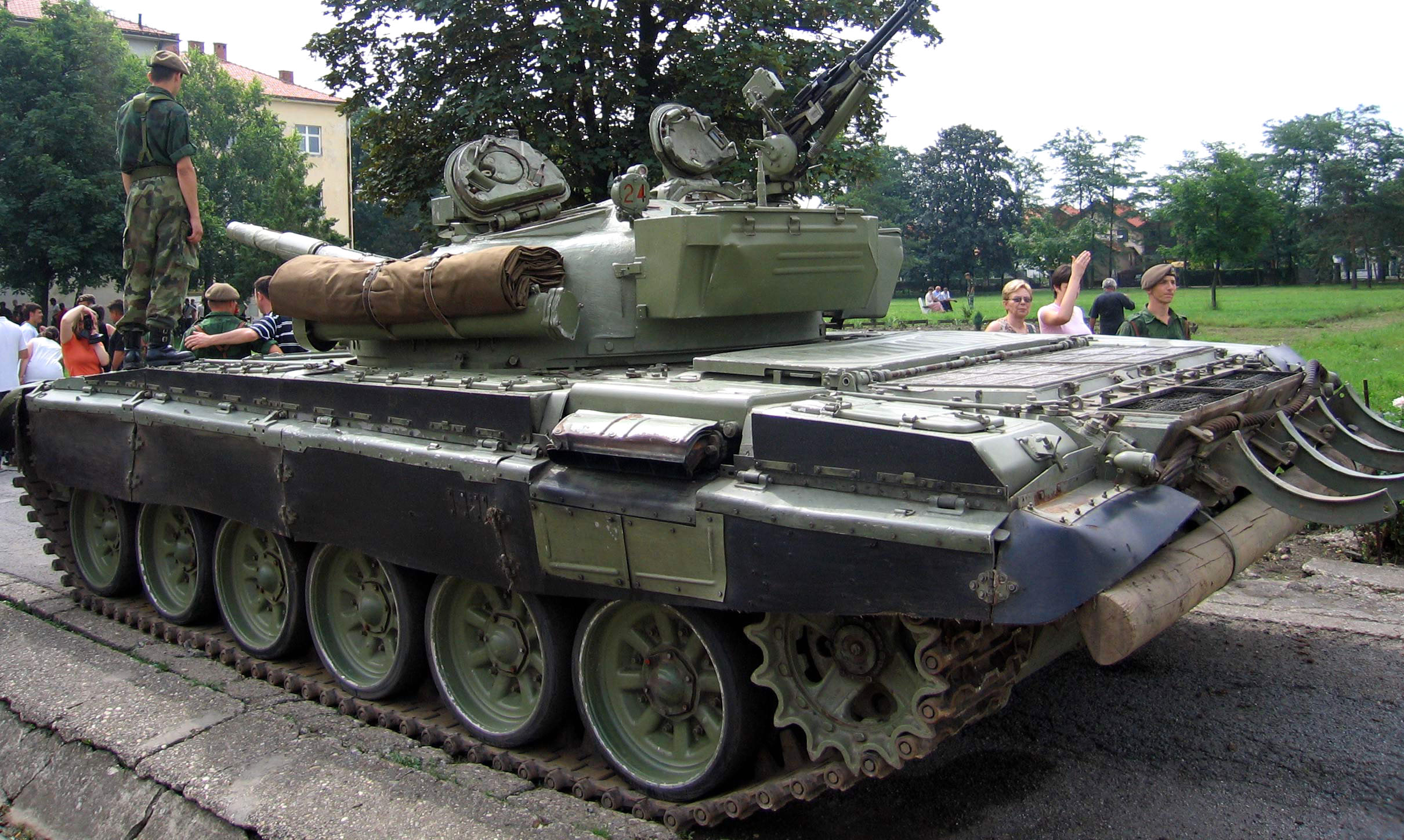
Tanque M-84 construído na Iugoslávia

As Forças Terrestres tinham o maior número de efetivos. Em 1991, havia cerca de 140 mil soldados na ativa (incluindo 90 mil recrutas) e mais de um milhão de reservistas treinados que poderiam ser mobilizados em tempo de guerra. Cada uma das seis repúblicas constituintes da Iugoslávia tinha as suas próprias forças de Defesa Territorial, que eram semelhantes à guarda nacional dos EUA e estavam subordinadas ao comando supremo como parte integrante do sistema de defesa em tempo de guerra. A defesa territorial (força reserva) era composta por ex-recrutas; eles eram ocasionalmente convocados para exercícios de guerra.
As forças terrestres foram organizadas em infantaria, blindados, artilharia e defesa aérea, bem como corpos de sinalização, engenharia e defesa química.

### Força Aérea

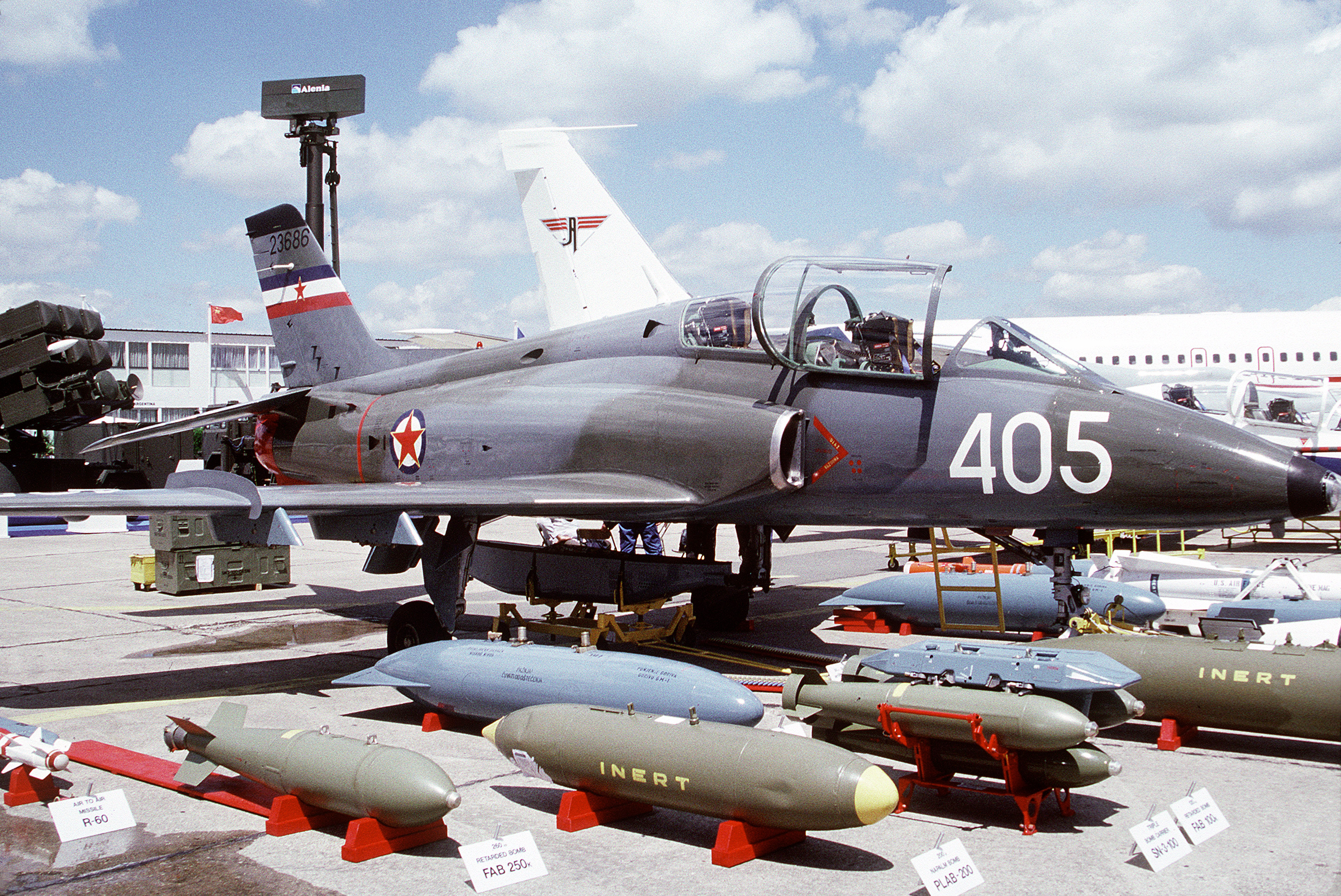
O Iugoslavo G-4 SOKO Super Galeb

A Força Aérea Iugoslava tinha cerca de 32.000 pessoas, incluindo 4.000 recrutas, e operava mais de 400 aeronaves e 200 helicópteros. Foi responsável pelas aeronaves de transporte, reconhecimento e asas rotativas, bem como pelo sistema nacional de defesa aérea. As principais missões da força aérea consistiam em contestar os esforços inimigos para estabelecer a supremacia aérea sobre a Iugoslávia e apoiar as operações defensivas das forças terrestres e da marinha. A maioria das aeronaves foi produzida na Iugoslávia. Os mísseis foram produzidos internamente e fornecidos pela União Soviética.
A Força Aérea Iugoslava tinha doze esquadrões de caças de ataque ao solo produzidos internamente. Os esquadrões de ataque ao solo forneceram apoio aéreo aproximado às operações da força terrestre. Eles foram equipados com 165 novos caças Soko J-22 Orao, Super Galeb e J-21 Jastreb, e mais antigos caças Soko J-20 Kraguj. Muitos caças de ataque ao solo estavam armados com mísseis ar-superfície AGM-65 Maverick adquiridos dos Estados Unidos. Outros estavam armados com mísseis soviéticos Kh-23 e Kh-28. A Força Aérea também tinha cerca de noventa helicópteros armados Mi-8 para fornecer maior mobilidade e apoio de fogo para pequenas unidades terrestres. Um grande número de aeronaves de reconhecimento estava disponível para apoiar as operações das forças terrestres. Quatro esquadrões de setenta caças Galeb, Jastreb e Orao-1 foram configurados para missões de reconhecimento.
A Força Aérea Iugoslava tinha nove esquadrões de 130 interceptadores MiG-21 de fabricação soviética para defesa aérea. Produzido pela primeira vez no final da década de 1950, o projeto do MiG-21 estava em grande parte obsoleto em 1990 e representava uma fraqueza potencial na defesa aérea da Iugoslávia. No entanto, a maior parte da frota de MiG-21 consistia principalmente na variante bis, o modelo de produção mais recente do MiG-21, e estava armada com o míssil soviético Vympel K-13 (nome de relatório da OTAN: AA-2 "Atoll") e alguns mísseis Molniya R-60 (nome de relatório da OTAN: AA-8 "Aphid"). Em 1989, a Iugoslávia começou a desenvolver um novo avião de combate multifuncional doméstico chamado Novi Avion, que deveria substituir inteiramente as frotas MiG-21 e J-21 Jastreb. O design da nova aeronave foi influenciado pelos caças Mirage 2000 e Dassault Rafale e deveria entrar em serviço no início dos anos 2000. Como solução provisória, um pacote de modernização foi planejado para o MiG-21 e especula-se que a atualização do MiG-21 Bison da Índia foi na verdade destinada a aeronaves iugoslavas. Em 1987, a Iugoslávia adquiriu 16 MiG-29.
Embora não fosse oficialmente conhecido na época, havia rumores de que a Iugoslávia estava interessada na compra de aeronaves de ataque Su-25 e de aviões de combate Mi-24. Em vez de desenvolver seu próprio avião de combate, o Novi Avion, o país fez um pedido para licenciar a construção do F-20, mas devido às relações instáveis com os EUA, o pedido foi rejeitado. No final da década de 1980, também foi planejada a produção licenciada de helicópteros Aérospatiale SA 330 Puma, mas devido à dissolução do país, não foi continuada.
Uma das estruturas operadas pela Força Aérea Iugoslava foi a Base Aérea subterrânea de Željava, perto da cidade de Bihać, no noroeste da Bósnia e Herzegovina.  A estrutura foi feita para resistir a uma explosão nuclear e foi destruída pelo JNA em 1992 para evitar a sua captura. Željava abrigava o 117.º Regimento de Aviação de Caça, composto pelos 124.º e 125.º Esquadrões de Caça, equipados com caças MiG-21Bis, e pelo 352.º Esquadrão de Reconhecimento, equipado com aeronaves MiG-21R.
As Forças Aéreas e de Defesa Aérea estavam sediadas em Zemun e tinham aviões de caça e bombardeiros, helicópteros e unidades de artilharia de defesa aérea em bases aéreas em toda a antiga Iugoslávia: Base Aérea de Batajnica (Belgrado), Aeroporto Niš Constantino, o Grande, Base Aérea de Slatina (Priština), Base Aérea de Golubovci (Titograd), Skopski Petrovec, Sarajevo, Mostar, Base Aérea de Željava (Bihać), Pleso (Zagreb), Aeroporto de Split, Pula, Zemunik (Zadar), Cerklje ob Krki e muitas outras bases aéreas menores.

### Marinha

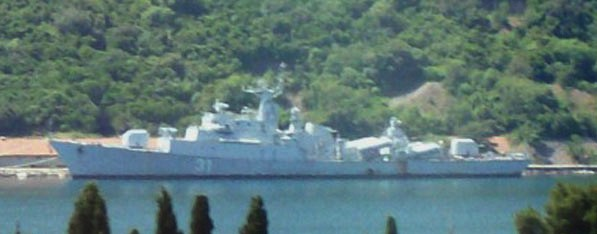
Fragata classe Koni Split VPBR 31

Os combatentes de superfície menores operados pela Marinha Iugoslava incluíam quase oitenta fragatas, corvetas, submarinos, caça-minas e mísseis, torpedos e barcos de patrulha na Frota do Adriático. Toda a costa da Iugoslávia fazia parte da região naval sediada em Split, na Croácia.
Os guerrilheiros operaram muitos pequenos barcos em ataques que assediaram comboios italianos no Mar Adriático durante a Segunda Guerra Mundial. Após a guerra, a Marinha operou vários submarinos, destróieres, caça-minas e embarcações de desembarque de tanques alemães e italianos capturados durante a guerra ou recebidos como reparações de guerra. Os Estados Unidos forneceram oito torpedeiros no final da década de 1940, mas a maioria deles logo se tornou obsoleta. A Marinha foi atualizada na década de 1960, quando adquiriu dez barcos com mísseis da classe Osa-I e quatro Shershen-class torpedo boats da União Soviética. Os soviéticos concederam licença para construir onze unidades Shershen adicionais em estaleiros iugoslavos desenvolvidos para esse fim.
Em 1980 e 1982, a marinha iugoslava recebeu duas Koni-class frigates . Em 1988 concluiu duas unidades adicionais sob licença. As fragatas Koni estavam armadas com quatro lançadores de mísseis superfície-superfície soviéticos P-15 Termit, mísseis terra-ar gêmeos 9K33 Osa (nome de relatório da OTAN: SA-8 "Gecko") e lançadores de foguetes anti-submarinos.
A marinha iugoslava desenvolveu a sua própria capacidade de construção de submarinos durante a década de 1960. Em 1990, as principais unidades de combate do serviço submarino eram três HerojHeroj armados com torpedos de 533mm. Dois SavaSava entraram em serviço no final da década de 1970. Dois submarinos da classe Sutjeska foram relegados principalmente para missões de treinamento em 1990. Naquela época, a Marinha aparentemente havia mudado para a construção de versáteis submarinos anões. Quatro anões da classe Una e quatro veículos de entrega nadadores da classe Mala estavam em serviço no final da década de 1980. Eles foram construídos para uso por equipes de demolição subaquática e forças especiais. Os barcos da classe Una transportavam cinco tripulantes, oito nadadores de combate, quatro veículos Mala e minas de lapas. Os veículos Mala transportavam dois nadadores e 250 quilogramas (550 lb) de minas.
A marinha iugoslava operava dez barcos com mísseis da classe Osa e seis barcos com mísseis classe Končar. Os barcos Osa I estavam armados com quatro lançadores de mísseis superfície-superfície P-15 Termit. Em 1990, dez barcos com mísseis domésticos Kobra estavam programados para começar a substituir a classe Osa I. A classe Kobra seria armada com oito mísseis antinavio suecos RBS-15, e quinze deles foram encomendados no final de 1989. Armados com dois lançadores P-15 Termit, os barcos da classe Končar foram modelados a partir da classe Spica, e havia planos para atualizá-los com mísseis de fabricação sueca. Dois barcos com mísseis Kobra foram construídos pela Croácia como classe Kralj embarcações de ataque rápido e ambas ainda estão em serviço. Os quinze torpedeiros da classe Topčider da Marinha incluíam quatro ex-classes soviéticas Shershen e onze unidades construídas na Iugoslávia.
As capacidades de guerra contra minas e contramedidas da marinha iugoslava foram consideradas adequadas em 1990. Operava quatro caça-minas costeiros da classe Vukov Klanac construídos com base em um projeto francês, quatro Ham-class minesweepers e seis caça-minas costeiros da classe 117 construídos em estaleiros nacionais. Um grande número de caça-minas mais antigos e menos capazes foi usado principalmente em operações ribeirinhas. Outras unidades mais antigas foram usadas como minelayers dedicados. A marinha utilizou embarcações de desembarque anfíbias em apoio às operações do exército na área dos rios Danúbio, Sava e Drava. Eles incluíam tanques e embarcações de desembarque de assalto. Em 1990, havia quatro embarcações de desembarque da classe 501, dez da classe 211 e vinte e cinco da classe 601 em serviço. A maioria deles também era capaz de colocar minas em rios e zonas costeiras.
A Marinha Iugoslava tinha 10.000 marinheiros (incluindo 4.400 recrutas e 900 fuzileiros navais). Eles eram essencialmente uma força de defesa costeira com a missão de impedir desembarques anfíbios inimigos ao longo da costa acidentada de 4.000 quilômetros e das ilhas costeiras do país, e contestar o  bloqueio ou controle inimigo do estratégico Estreito de Otranto. Toda a costa da Iugoslávia fazia parte da região naval sediada em Split. A região naval foi dividida em três distritos navais menores e uma flotilha ribeirinha com grandes bases navais localizadas em Split, Šibenik, Pula, Ploče e Kotor no Mar Adriático, e Novi Sad no Rio Danúbio. As ilhas estratégicas de Vis e Lastovo foram fortemente fortificadas e a entrada não autorizada foi proibida. A frota foi organizada em brigadas de mísseis, torpedos e barcos-patrulha, uma divisão de submarinos e flotilhas de caça-minas. A ordem de batalha naval incluía quatro fragatas, três corvetas, cinco submarinos de patrulha, cinquenta e oito mísseis, torpedos e barcos de patrulha e vinte e oito caça-minas. Um esquadrão de helicópteros de guerra anti-submarino estava baseado em Split, na costa do Adriático. Empregou helicópteros soviéticos Ka-25, Ka-28 e Mi-14 e helicópteros partidários domésticos. Alguns esquadrões de caça e reconhecimento da Força Aérea apoiaram operações navais.

### Educação e composição militar
A Constituição Iugoslava de 1974 tentou principalmente ter a representação mais proporcional das repúblicas e províncias autónomas da Jugoslávia nas altas patentes do exército. Está definido no artigo 242 da constituição, que diz que, "No que diz respeito à composição do pessoal e ao emprego nas funções de alto comando e liderança no Exército Popular Iugoslavo, aplica-se o princípio da representação tão proporcional quanto possível das repúblicas e províncias autônomas ".
Sérvios, montenegrinos e iugoslavos eram considerados por alguns, super-representados no corpo de oficiais, mas isso ainda estava de acordo com a constituição citada. Os cargos de alto escalão do JNA em 1980 eram dominados por sérvios étnicos, incluindo o chefe das forças armadas, o ministro da defesa e o secretário do Liga dos Comunistas da Iugoslávia no JNA.  Ninguém impedia ninguém na Iugoslávia de se tornar oficial do JNA de acordo com a lei "Zakon o vojnim školama i naučnoistraživačkim ustanovama Jugoslovenske narodne armije" que não tinha cláusula de exclusão. As apresentações proporcionais deveriam ser entre repúblicas e províncias autônomas de acordo com a parte citada da constituição e não entre nações. Escolas militares na Iugoslávia, de acordo com a lei sobre escolas militares, foram construídas em todas as repúblicas da Iugoslávia. Na Bósnia e Herzegovina e na Croácia, as escolas militares possuíam 38.391 capacidade anual ou 50,54% do total em comparação com a Sérvia, que tinha 30.843 capacidade para formar militares que constituíam cerca de 40,62% da capacidade total e o restante estava entre outras repúblicas.
Representação das principais nações e nacionalidades da Iugoslávia na população em geral e nas forças armadas: 
| Nacionalidade | Na Iugoslávia, 1981 | No Estado-Maior Ativo do Exército em 1985 | Entre Oficiais, 1981 | Entre recrutas, 1989 |
| ------------- | ------------------- | ----------------------------------------- | -------------------- | -------------------- |
| Sérvios       | 39.7%               | 57.17%                                    | 60.0%                | 31%                  |
| Croatas       | 22.1%               | 12.51%                                    | 12.6%                | 18.52%               |
| Iugoslavos    | 1.3%                | n.a.                                      | 6.7%                 | 7%                   |
| Macedônios    | 5.81%               | 6.74%                                     | 6.3%                 | 6.11%                |
| Montenegrinos | 2.5%                | 5,82%                                     | 6,2%                 | 2.48%                |
| Eslovenos     | 8.2%                | 2.64%                                     | 2.8%                 | 7%                   |
| Bósnios       | 8.4%                | 3.65%                                     | 2.4%                 | 12%                  |
| Húngaros      | 2.3%                | n.a.                                      | 0.7%                 | 1%                   |
| Albaneses     | 6.4%                | 1.09%                                     | 0.6%                 | 9%                   |
| Outros        | 3.3%                | n.a.                                      | 1.6%                 | 6%                   |

Distribuição étnica entre os escalões superiores do JNA: 
| Nacionalidade | Generais | Coronéis | Tenentes Coronéis | Majores |
| ------------- | -------- | -------- | ----------------- | ------- |
| Sérvios       | 50,3%    | 64,5%    | 63,5%             | 60%     |
| Croatas       | 14,4%    | 9,4%     | 10,8%             | 10,4%   |
| Montenegrinos | 12,4%    | 11%      | 6,7%              | 6,4%    |
| Macedônios    | 7,8%     | 4,4%     | 6,4%              | 6,7%    |
| Eslovenos     | 7,8%     | 3,1%     | 2,3%              | 1,9%    |
| Iugoslavos    | 4,6%     | 5,3%     | 6,9%              | 10,3%   |
| Bósnios       | 2%       | 1,2%     | 1,8%              | 2,3%    |
| Albaneses     | 0,7%     | 0,2%     | 0,2%              | 0,2%    |
| Húngaros      | 0%       | 0,3%     | 0,2%              | 0,4%    |
| Outros        | 0%       | 0,8%     | 1,3%              | 1,3%    |

### Aniversários e premiações
O dia 22 de dezembro foi instituído como o Dia do JNA. Naquele dia, todas as unidades e organizações do JNA, incluindo outros órgãos dos estados da Iugoslávia, celebraram o dia em que o JNA foi fundado. Nesse dia foram entregues prêmios de prestígio: foram chamados dvadesetdrugi decembar.  Foram dadas recompensas a qualquer pessoa que tivesse contribuído de alguma forma para a defesa da Jugoslávia, incluindo contribuição militar, científica, económica ou outra. Os vencedores desses prêmios foram muito elogiados na mídia e entre a população. A cada dez anos, medalhas especiais eram concedidas no dia 22 de dezembro. Foi promovido pela última vez pelo general do JNA, vencedor do prémio 22 de Dezembro e da medalha de estrela de prata do JNA. O major-general Ener Taso morreu em 12 de dezembro de 2018.

## Indústria
A indústria de armas era dominante na economia iugoslava. Com exportações anuais de US$ 3 bilhões, era duas vezes maior que a segunda maior indústria, o turismo.
Várias empresas na Iugoslávia produziram aviões e aeronaves de combate, mais notavelmente a SOKO de Mostar, sendo o Soko J-22 Orao o seu produto mais conhecido. Havia também Zastava Arms para armas de fogo e artilharia. Outro fabricante importante foi aUtva na Sérvia. O complexo militar-industrial iugoslavo produziu tanques (mais notavelmente, o M-84), veículos blindados (BOV APC, BVP M-80), diversas peças de artilharia (morteiros, lançadores múltiplos de foguetes, obuseiros), armas antiaéreas, bem como como vários tipos de armas de infantaria e outros equipamentos.

## Infraestrutura
O JNA tinha infraestrutura moderna com muitas bases aéreas, incluindo abrigos subterrâneos e centros de comando e controle em muitos locais, incluindo várias montanhas. A maior e mais conhecida instalação foi a Base Aérea de Željava, também conhecida como Centro Integrado de Controle e Vigilância de Radar Subterrâneo de Bihać e Base Aérea, na Bósnia e Herzegovina.

## Doutrina
O JNA adoptou o conceito de defesa total (tal como fizeram vários outros pequenos países europeus e neutros). A Iugoslávia baseou sua doutrina de defesa no conceito de guerra total de "Defesa Popular Total" (Opštenarodna odbrana / Općenarodna obrana), que se baseou na história partidária de sucesso da Iugoslávia durante a Guerra de Libertação do Povo Iugoslavo durante a Segunda Guerra Mundial. "A TND preparou toda a população para contestar a ocupação do país e finalmente libertá-lo. As Forças de Defesa Territorial mobilizariam a população para esse fim. A prontidão de combate das TDF significava que as etapas de organização e treino poderiam ser contornadas após a início das hostilidades. O TDF complementaria o YPA, dando-lhe maior profundidade defensiva e uma população local armada pronta para apoiar ações de combate."  Toda a população iugoslava deveria estar envolvida na resistência armada, na produção de armamentos e na defesa civil sob este conceito. Os planejadores iugoslavos acreditavam que era o melhor método pelo qual uma nação menor poderia se defender adequadamente contra um invasor muito mais forte, especificamente, a OTAN ou o Pacto de Varsóvia.

### Dissolução

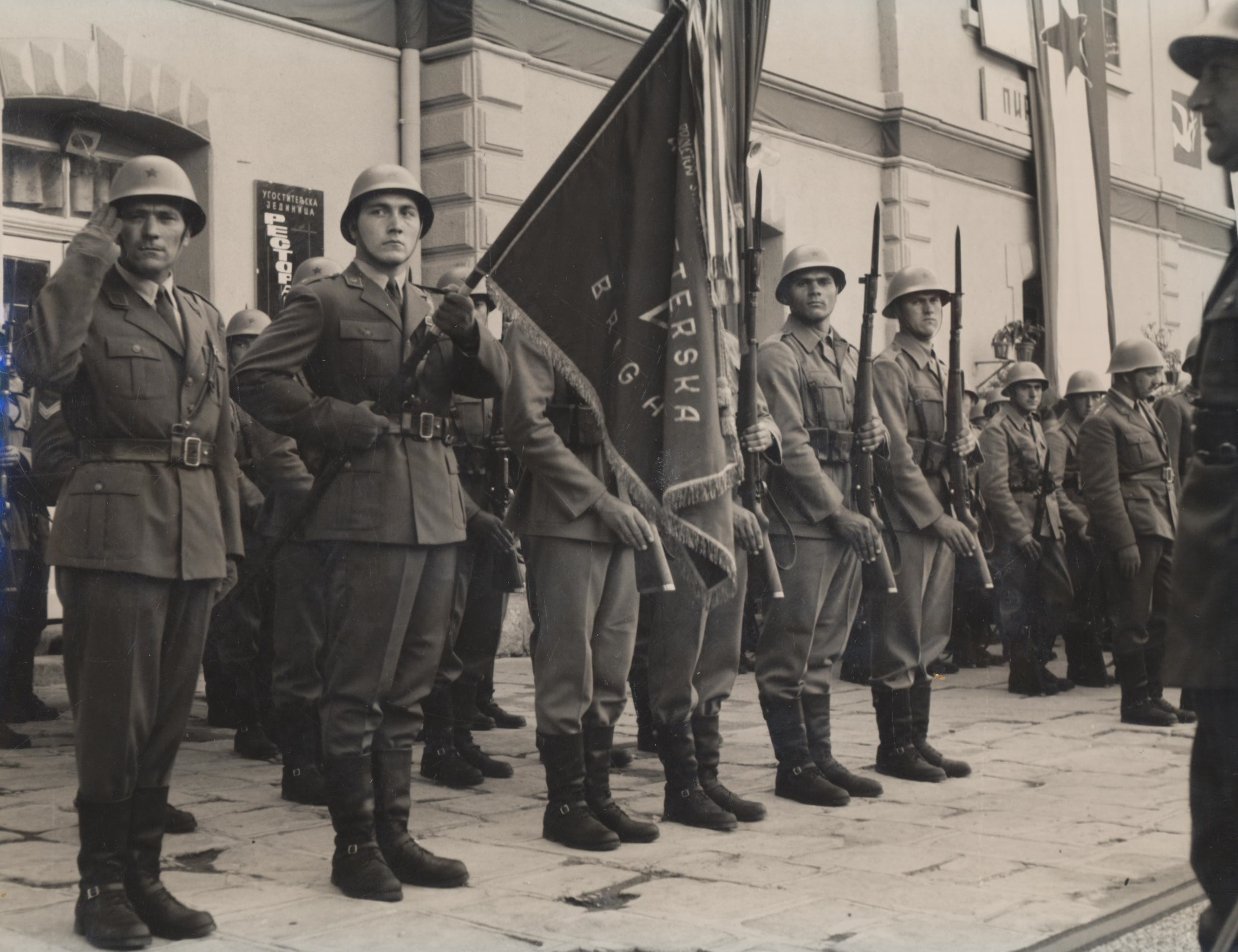
JNA recebendo Tito em Pirot, 1965

Em Janeiro de 1990, a Liga dos Comunistas da Jugoslávia foi efetivamente dissolvida como organização nacional após o seu 14.º Congresso, onde as delegações Sérvia e Eslovena travaram um confronto público. O Exército Popular Iugoslavo ficou sem um mecanismo de apoio ideológico. 99% dos oficiais do Exército eram membros do partido comunista.

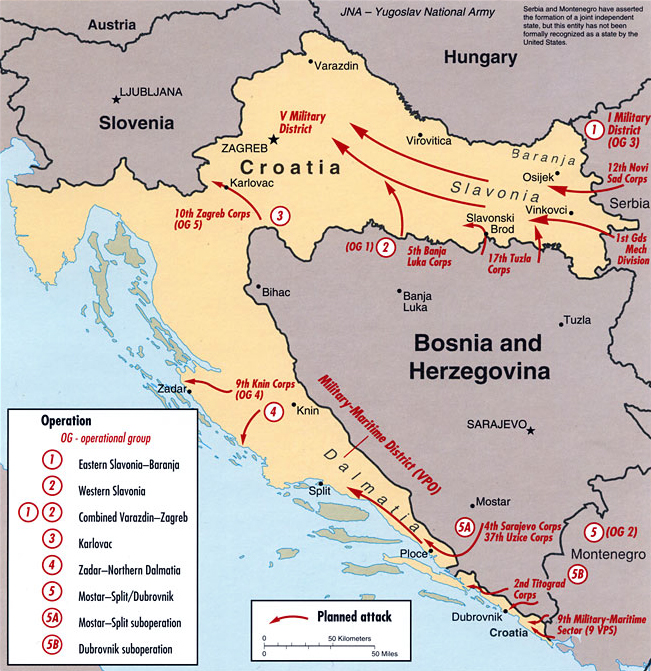
Mapa do plano ofensivo estratégico iugoslavo em 1991, conforme interpretado pela Agência Central de Inteligência dos EUA

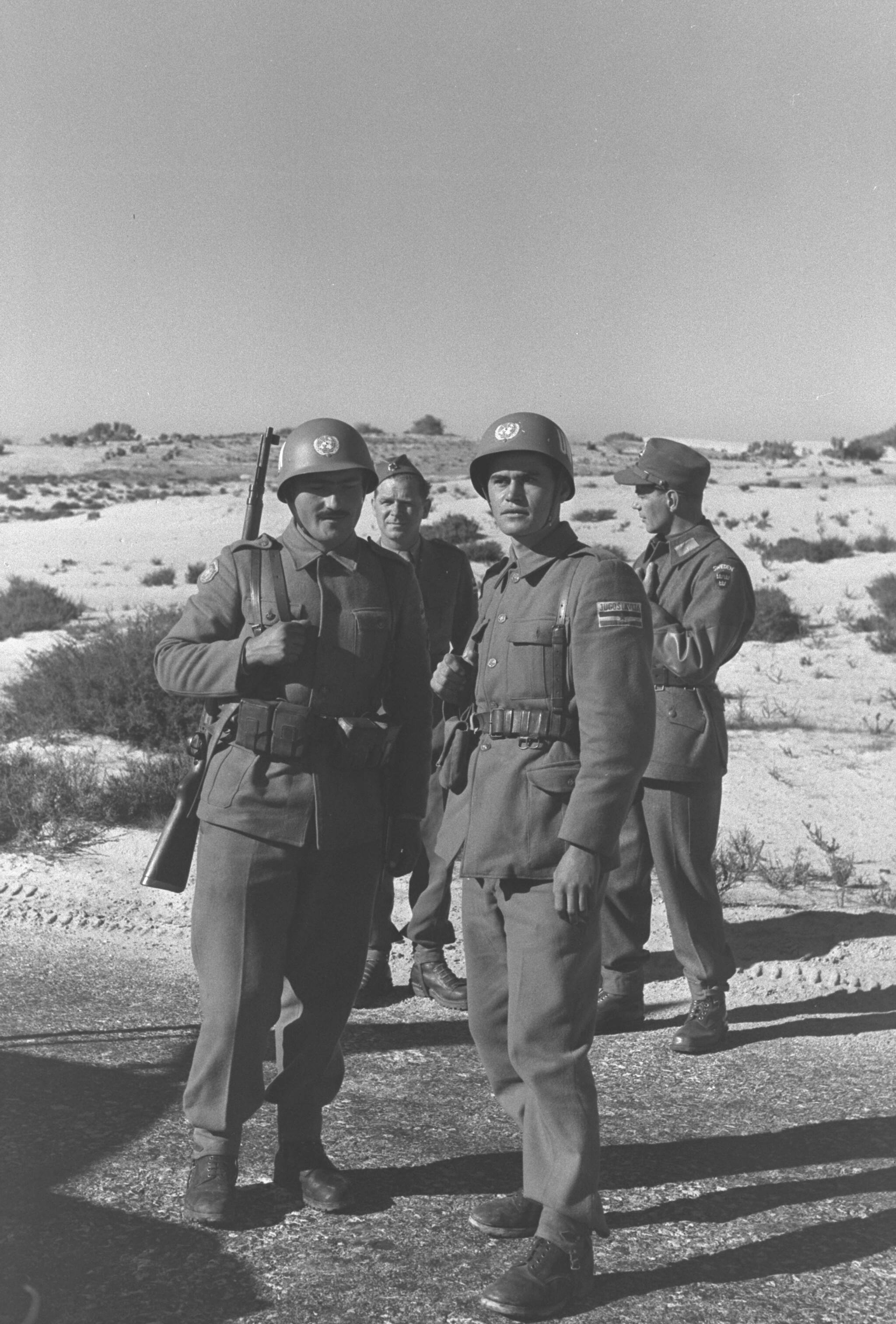
Soldados iugoslavos na Península do Sinai, como parte da Força de Emergência da ONU, janeiro de 1957

A dissolução da Iugoslávia começou quando governos independentes e não comunistas foram estabelecidos nas repúblicas iugoslavas da Eslovênia, Croácia, Bósnia e Herzegovina e Macedónia. Em 1990, a República Socialista da Eslovênia mudou o seu nome para República da Eslovênia e deixou de contribuir com fundos para o governo federal para um orçamento militar sustentado. Pouco depois, o governo esloveno iniciou uma reorganização da sua defesa territorial, colocando as forças de reserva da Defesa Territorial da antiga república constituinte sob o seu controlo como Defesa Territorial Eslovena.
Em março de 1991, o ministro da defesa iugoslavo, general Veljko Kadijević, organizou uma reunião no complexo militar de Topčider, Belgrado. Estiveram presentes nesta reunião todos os 6 presidentes das repúblicas iugoslavas, os presidentes das repúblicas autônomas, o presidente iugoslavo e todos os altos oficiais militares. Kadijević afirmou que havia numerosas organizações paramilitares na Iugoslávia patrocinadas por inimigos estrangeiros e internos do Estado. Ele também afirmou que o Exército Popular Iugoslavo estava lidando com Ustaše, Chetniks e outros "inimigos do socialismo" decorrentes dos conflitos da Segunda Guerra Mundial. Kadijević propôs uma declaração de lei marcial. Uma votação subsequente foi realizada sobre a recomendação de lei marcial de Kadijević, e a sugestão foi vetada.

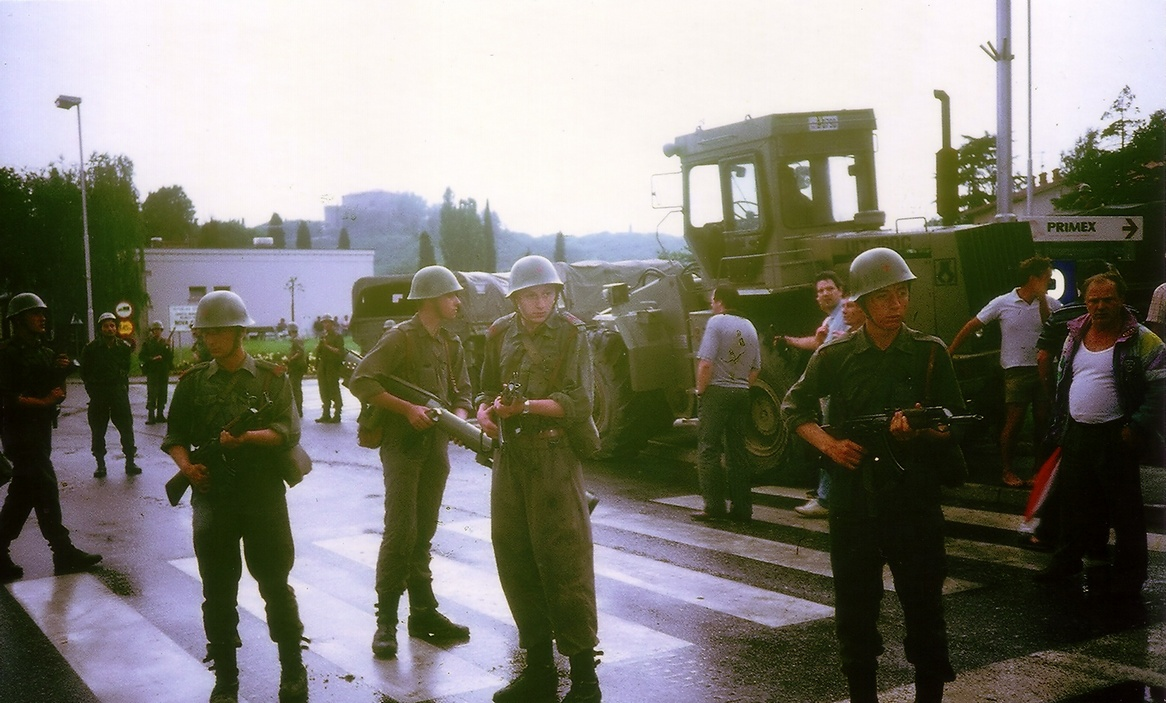
Soldados do Exército Popular Iugoslavo e civis antes do confronto de armas em Rožna Dolina em 1991

Em abril de 1991, o governo da Croácia formou a Guarda Nacional Croata (ZNG), que o Exército Popular Iugoslavo considerou uma organização paramilitar.
Em 25 de Junho de 1991, a Eslovênia e a Croácia declararam a sua independência da Iugoslávia. No mesmo dia, unidades de Defesa Territorial Eslovena capturaram postos de controle iugoslavos nas fronteiras com Itália, Hungria e Áustria. As forças eslovenas também estabeleceram postos de controlo fronteiriço na fronteira com a Croácia.
Como resultado destas ações, em 27 de Junho de 1991, o Exército Popular Iugoslavo atacou a Eslovênia, com os seus principais comandantes citando a obrigação constitucional de defender a soberania e a integridade territorial da Jugoslávia. As forças jugoslavas atacaram as unidades eslovenas na fronteira e em todas as outras áreas sob controlo esloveno. A Defesa Territorial Eslovena bloqueou todas as dez bases jugoslavas na Eslovénia e manteve-as sitiadas na Guerra dos Dez Dias, que terminou em 6 de Julho de 1991. As forças iugoslavas tiveram 44 mortos e 146 feridos, com muitos oficiais iugoslavos feridos ou capturados. Após a assinatura do Acordo de Brioni, o Exército Popular Iugoslavo concordou em retirar-se da Eslovênia até 10 de Outubro de 1991, deixando para trás grandes quantidades de equipamento.
Em 27 de junho de 1991, começou a guerra na Croácia. O Exército Popular e os sérvios estavam de um lado e as unidades militares croatas do outro. De 14 a 15 de setembro, a Croácia lançou a Batalha do Quartel, sitiando mais de 20 quartéis e depósitos do Exército Popular Iugoslavo, deixando os soldados iugoslavos sem comida, água ou eletricidade durante semanas.  Alguns cidadãos croatas desertaram do Exército Popular Iugoslavo e começaram a ingressar nas forças militares croatas. Oficiais iugoslavos seniores também desertaram para a Croácia, incluindo o Comandante-em-Chefe da Força Aérea, Coronel-general Anton Tus.
Em agosto de 1991, começou a Batalha de Vukovar. Foi a maior batalha da Guerra na Croácia depois das operações Tempestade e Flash. Na batalha, 90% da cidade foi destruída. O Exército Popular Iugoslavo utilizou aviões de combate e de ataque, lançadores de foguetes, um grande número de tanques e outros equipamentos.
A Macedônia declarou independência em 8 de Setembro de 1991, mas o Exército Popular Iugoslavo não respondeu militarmente.
Em Novembro, Vukovar foi capturado e 80% das forças croatas foram destruídas ou capturadas. Muitas atrocidades foram cometidas na cidade pelo Exército Popular Iugoslavo e por voluntários sérvios locais, incluindo o campo de concentração de Velepromet, o massacre de Vukovar, etc.
Em meados de outubro de 1991, as forças terrestres iugoslavas, apoiadas pelas forças navais e aéreas, atacaram a cidade de Dubrovnik e a área de Konavle onde os croatas tinham redutos, iniciando o Cerco de Dubrovnik. Em 6 de dezembro, as forças iugoslavas neutralizaram todas as formações croatas na área de Konavle, mas Dubrovnik não foi capturada.
Após estas duas operações, o Exército Popular Iugoslavo assinou o Acordo de Sarajevo com a Croácia e começou a retirar-se.
Em janeiro de 1992, Veljko Kadijević renunciou após a queda do helicóptero da Missão de Monitoramento da Comunidade Europeia em 1992.
O Exército Popular Iugoslavo deixou a Macedônia em março de 1992. Na mesma altura, a Bósnia e Herzegovina declarou a independência na sequência de um referendo e a Guerra da Bósnia começou pouco depois entre os bósnios, croatas e sérvios do país. O Exército Popular Iugoslavo retirou-se oficialmente da Bósnia e Herzegovina em maio de 1992. Em 20 de maio de 1992, o Exército Popular Iugoslavo foi formalmente dissolvido, cujos remanescentes foram transformados nas forças armadas da recém-fundada "República Federal da Iugoslávia".

## Operações de manutenção da paz
- Força de Emergência das Nações Unidas (1956–1967) – 14.265 soldados em 22 rotações, Coronel Lazar Mušicki como comandante da missão (agosto de 1964 – janeiro de 1965) [44]
- Missão de Observação das Nações Unidas no Iêmen (1963–1964) - um esquadrão [45]
- Grupo de Observadores Militares Irã-Iraque das Nações Unidas (1988–1991) - observadores militares, General Slavko Jović como comandante da missão [46]
- Grupo de Assistência à Transição das Nações Unidas (1989–1990) - observadores militares [47]
- Missão de Verificação I das Nações Unidas em Angola (1989–1991) - observadores militares [48]

## Experiência operacional
- Segunda Guerra Mundial na Iugoslávia
- Crise de Trieste
- Guerra Civil Iugoslava
  - Guerra dos Dez Dias na Eslovênia (1991)
  - Guerra da Independência da Croácia (1991)
  - Guerra da Bósnia (1992)